# Pihapper
Pihapper är en bergstopp i Österrike.   Den ligger i distriktet Zell am See och förbundslandet Salzburg, i den centrala delen av landet, 300 km väster om huvudstaden Wien. Toppen på Pihapper är 2 513 meter över havet.
Terrängen runt Pihapper är huvudsakligen mycket bergig. Runt Pihapper är det ganska glesbefolkat, med 32 invånare per kvadratkilometer.. Närmaste större samhälle är Mittersill, 5,7 km norr om Pihapper. 
Trakten runt Pihapper består i huvudsak av gräsmarker.